# Matinkylän Shakkikerho
Matinkylän Shakkikerho, w skrócie MatSK – fiński klub szachowy z siedzibą w Espoo, sześciokrotny mistrz kraju.

## Historia
Klub został założony 18 marca 1971 roku jako sekcja stowarzyszenia Matinkylä-Seura ry. W 1978 roku klub usamodzielnił się. W 1982 roku MatSK awansował do SM-liigi. W 1984 roku szachiści klubu uzyskali pierwszy tytuł mistrzowski, skutecznie broniąc go rok później. W 1986 klub zadebiutował w Pucharze Europy, osiągając wówczas 1/16 finału. Matinkylän Shakkikerho zdobył jeszcze mistrzostwo Finlandii w sezonach 1987/1988, 1990/1991, 1992/1993 i 2007/2008.